# Gelsenkirchen-Neustadt

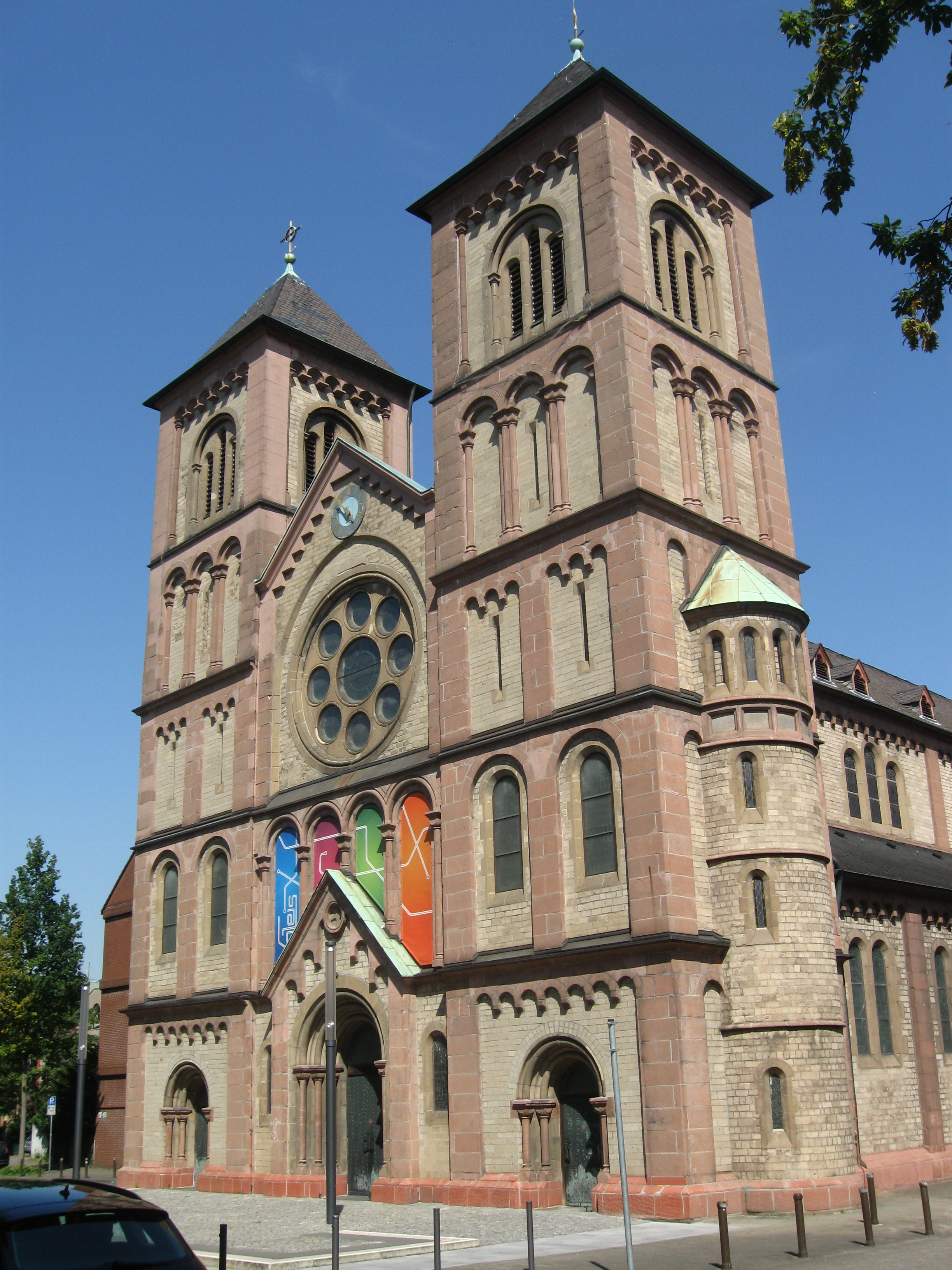
Liebfrauenkirche am Neustadtplatz (rk.), umfasst auch die Jugendkirche GleisX

Gelsenkirchen-Neustadt ist der flächenmäßig kleinste Stadtteil von Gelsenkirchen in Nordrhein-Westfalen und liegt im Süden der Stadt.
Das zur Neustadt gehörende Gebiet beschränkt sich auf einige Straßenzüge südlich des Gelsenkirchener Hauptbahnhofs bis zur Grenze nach Ückendorf und Rotthausen. Die Neustadt hatte am 31. Dezember 2023 4.838 Einwohner und ist das wesentlich kleinere Pendant zur Altstadt in Gelsenkirchen, besitzt jedoch auch eine Fußgängerzone, die Bochumer Straße, unter der ein Tunnel der Stadtbahn Gelsenkirchen verläuft. Die unterirdische Strecke endet an der Kreuzung Bochumer Straße/Junkerweg. Dieser führt in Richtung Essen und zum Haus Leithe.
Ab 2013 wurde an der B 227 gegenüber vom Wissenschaftspark das Gelsenkirchener Justizzentrum gebaut, in dem seit 2016 das Amtsgericht sowie das aus dem Hamburg-Mannheimer-Hochhaus in der Altstadt umgezogene Sozialgericht und das schon vorher in der Neustadt unmittelbar gegenüber dem neuen Bau ansässige Arbeitsgericht untergebracht sind.

## Bevölkerung
Zum 31. Dezember 2023 lebten 4.838 Einwohner in Gelsenkirchen-Neustadt.
- Anteil der weiblichen Bevölkerung: 48,9 % (Gelsenkirchener Durchschnitt: 50,5 %)[5]
- Anteil der männlichen Bevölkerung: 51,1 % (Gelsenkirchener Durchschnitt: 49,5 %)[6]
- Ausländeranteil: 45,6 % (Gelsenkirchener Durchschnitt: 26,0 %)[7]

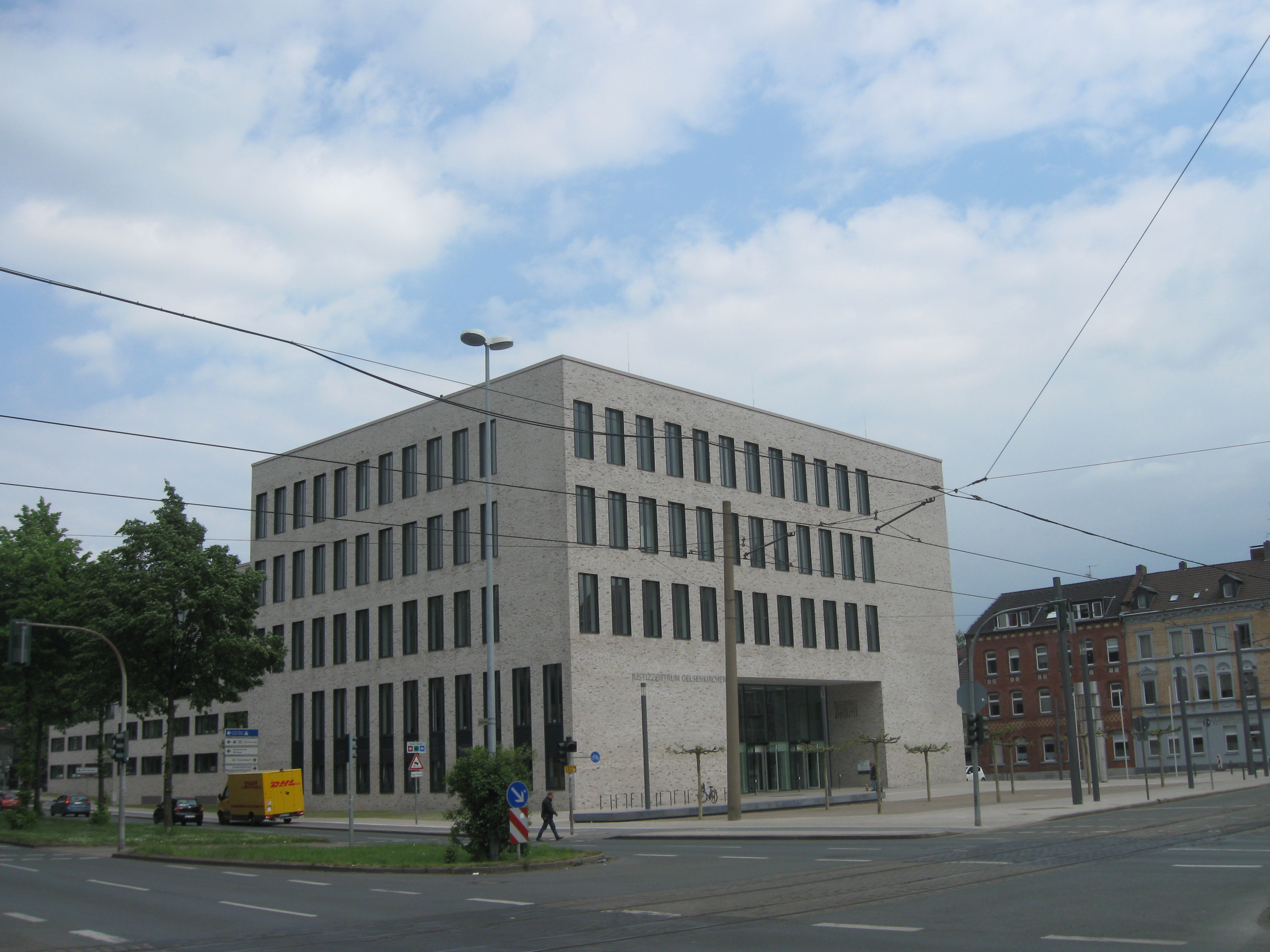
Justizzentrum